# Định lý Fermat về số đa giác đều
Định lý Fermat về số đa giác đều (tiếng Anh: Fermat polygonal number theorem) khẳng định rằng: mỗi số tự nhiên đều có thể biểu diễn thành tổng của không quá n số n giác đều. Ví dụ, mỗi số tự nhiên có thể biểu diễn thành tổng của không quá 3 số tam giác, hay tổng của không quá 4 số chính phương,....
Ví dụ:
Ở đây ta xét số tự nhiên 17:
17 = 10+6+1 (số tam giác)
17 = 16+1 (số chính phương)
Một trường hợp riêng rất nổi tiếng của định lý này là định lý Lagrange về tổng của bốn số chính phương, trong đó khẳng định rằng mỗi số tự nhiên đều có thể biểu diễn thành tổng của 4 số chính phương, ví dụ 17=9+4+4+0.
Joseph Louis Lagrange đã chứng minh định lý cho trường hợp số chính phương vào năm 1772. Trường hợp số chính phương cũng được chứng minh bởi nhà toán học Jacobi, một cách độc lập với Lagrange. Gauss chứng minh cho trường hợp số tam giác vào năm 1796. Nhưng định lý tổng quát vẫn chưa được giải quyết, và phải đến năm 1813, nhà toán học người Pháp Cauchy mới chứng minh trọn vẹn định lý này.